# KV14
KV14 ist eine altägyptische Grabstelle aus der Zeit des Neuen Reiches im Tal der Könige. Es konnte Tausret, der letzten Königin der 19. Dynastie, und ihrem Nachfolger, König (Pharao) Sethnacht, dem Begründer der 20. Dynastie, zugeordnet werden.

## Entdeckung und Erforschung

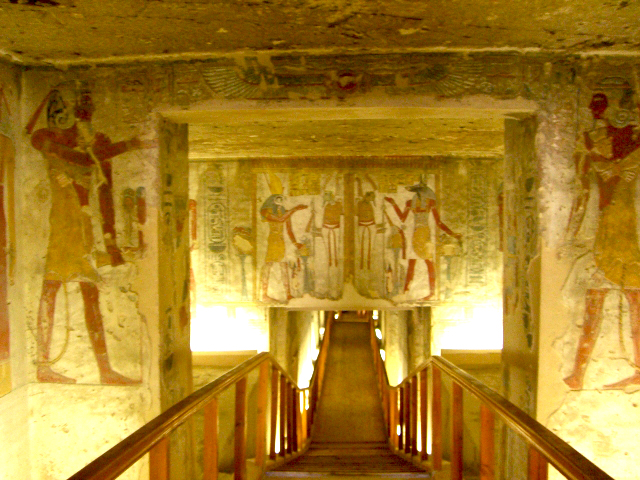
Korridor zur Grabkammer der Tausret

Von einer eigentlichen Entdeckung des Doppelgrabes KV14 kann nicht gesprochen werden, denn das Grab ist schon seit der Antike zugänglich. Untersuchungen und Ausgrabungsarbeiten fanden in KV14 mehrfach, mit größeren Zeitabständen, durch verschiedene Ägyptologen und Institutionen statt:
- 1737–1738: Kartierung und Planung durch Richard Pococke.
- 1799: Epigraphik durch Napoleons Expedition.
- 1825: Kartierung und Planung durch James Burton.
- 1828–1829: Epigraphik durch die Franco-Tuscan-Expedition.
- 1844–1845: Epigraphik durch Carl Richard Lepsius.
- 1893–1895: Ausgrabungen durch den Antikendienst (Service des Antiquités).
- 1983–1987: Ausgrabungen durch Hartwig Altenmüller für die Universität Hamburg.

Die ersten Ausgrabungsarbeiten in KV14 scheinen jedoch nur begrenzt ausgeführt worden zu sein, da beispielsweise im Jahr 1909 vom Ägyptischen Museum in Kairo ein Truhenknopf des Haremhab registriert wurde, zu dem betont wird, er stamme aus KV14.
Die Wände des Grabes dokumentierte Eugène Lefébure 1889 in Les Hypogées royaux de Thébes II. Die letzten genaueren Untersuchungen in dem Doppelgrab erfolgten in den 1980er Jahren durch Hartwig Altenmüller. Seine Forschungsergebnisse wurden in Nicholas Reeves Werk After Tutankhamun 1992 veröffentlicht.

## Geschichte
Das Aushauen und Bearbeiten von KV14 weist bis in die Regierungszeit Ramses III. eine wechselvolle Geschichte auf. Von 1983 bis 1987 hat Hartwig Altenmüller bei seinen Arbeiten in KV14 verschiedene Stationen der Umbaumaßnahmen und Bauphasen für Tausret im Grab feststellen können:
- Die Arbeit an KV14 begann im 2. Regierungsjahr Sethos II., der seiner Großen königlichen Gemahlin das einzigartige Privileg eines Grabes im Tal der Könige einräumte. Das Grab einer Großen königlichen Gemahlin wäre eher im Tal der Königinnen zu erwarten gewesen.
- König Siptah hält an der unter Sethos II. begonnenen Grundkonzeption des Grabes fest und baut das Grab in eine kleinere Kopie eines Königsgrabes aus.
- Eine weitere Bauphase lässt sich für die Zeit von Tausrets Mitregentschaft mit Siptah nachweisen.
- Die vierte und letzte Umarbeitungsphase des Grabes mit Bezug auf Königin Tausret datiert in die Zeit ihrer eigenen Thronbesteigung nach dem Tode Siptahs. Das Grab wird ihrem neuen Status als Pharaonin entsprechend mit königlichen Elementen umgestaltet und erweitert.[2]

Als Zeitraum für die Gesamtbauzeit unter Königin Tausret werden ca. zehn Jahre angenommen. Bereits bis zum Tode Tausrets weist KV14 also eine sehr aktive Baugeschichte auf, die dadurch zudem den Aufstieg von einer Großen königlichen Gemahlin über eine Mitregentschaft bis hin zur eigenen Pharaonenwürde dokumentiert.
Eigentlich war KV11 als König Sethnachts Grab vorgesehen gewesen. Allerdings stießen die Arbeiter beim Ausschachten des dritten Korridors hier auf das Grab des Amenmesse, was zur sofortigen Einstellung aller Arbeiten an dem Grab führte. Als Sethnacht nach zweijähriger Regierungszeit verstarb, wurde er von Ramses III. nicht in KV11, sondern in KV14, dem Grab der Tausret, beigesetzt. Diese Beisetzung in einem bereits vorhandenen Königsgrab erforderte dessen Räumung und Umdekorierungen, wodurch das Grab einer letzten Phase der Umarbeitung unterworfen war.
Altenmüller nimmt weiter an, Sethos II. sei während der letzten Bauphase des Grabes in der ersten Grabkammer J1 bestattet worden. Dies ist allerdings nicht sicher, da die Arbeit an Grabkammer J2 bereits begonnen wurde.

## Architektur

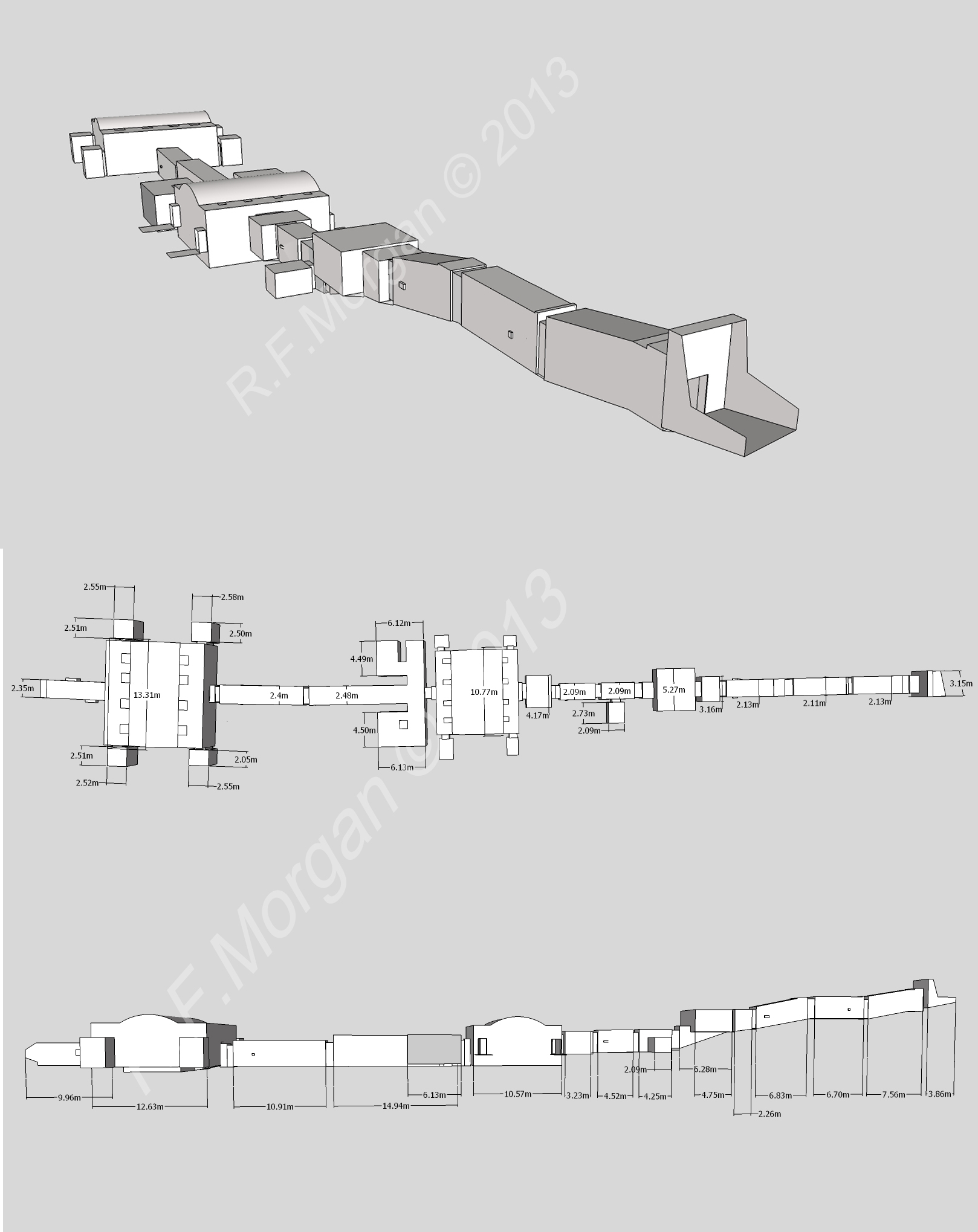
Isometrische Darstellung, Grundriss und Schnittzeichnung des Grabes

KV14 zählt mit einer Gesamtlänge von über 112 m zu den größten Gräbern im Tal der Könige. Es hat zwei vollständig ausgestaltete Grabkammern (J1 und J2) sowie unvollendete Nebenkammern (Ka und Kb). Durch die verschiedenen Umarbeitungen des Grabes weist es sowohl Elemente eines Königs- als auch eines Königinnengrabes auf.
Die Korridore im Eingangsbereich haben nicht die gängige Breite von ca. 2,60 m, sondern sind wesentlich schmaler. Auch die Säulen in der ersten Grabkammer haben nicht die gängigen königlichen Maße von 0,7 m, sondern nur 0,6 m. Dies führte dazu, dass hier jeweils nur eine Figur abgebildet werden konnte und sich deshalb keine Darstellungen von König und Gottheit in einer Szene finden. Mit dem weiteren Verlauf des Grabes ändern sich diese Maße jedoch.

## Dekorationen
Die unterschiedlichen Bau- und Entwicklungsphasen sind auch an den Dekorationen des Grabes auszumachen. Im ersten Teil der Grabanlage sind mehrere männliche Gottheiten dargestellt, deren Namen allerdings weibliche Endungen tragen, beispielsweise die Inschrift über dem Osiris-Schrein. Hier wurde versucht, den Gott mit der Person der Königin Tausret zu verschmelzen.
Die Dekorationen im Eingangsbereich enthalten keine Elemente eines Königsgrabes. Allerdings enthält die erste Grabkammer als Thema das „Buch der Höhlen“ und es ist anzunehmen, dass die aufgegebenen Nebenkammern ebenfalls mit königlichen Elementen ausgestattet werden sollten.
Die Darstellungen im Grab der Tausret haben folgenden Ablauf: Anbetung der untergehenden Sonne, Opfer der Tausret an die Gottheiten und Begrüßung der Torhüter der Unterwelt, Schutz durch die Götter der Stundenwachen für die Königin, weitere Begrüßung der Tausret von Torhütern der Unterwelt, Vollziehung der Mundöffnungszeremonie an einer Statue der Königin, Begrüßung der Tausret durch verschiedene Götter, verschiedene Texte aus den Unterweltsbüchern. Grabkammer J1, die als die der Tausret bezeichnet wird, enthält Szenen aus dem Buch der Pforten und dem Buch der Höhlen sowie eine astronomisch angelegte Decke. In Grabkammer J2, in der der Sarkophag Sethnachts steht, finden sich ebenfalls Szenen aus dem Buch der Pforten und eine astronomische Decke.
Zur Bestattung Sethnachts in KV14 wurde die Gestalt der Königin durch die des Königs und ihre Namenskartuschen durch die seinen ersetzt. Alle sonstigen Dekorationen im Grab blieben unverändert und sind jene, die für das Grab der Königin Tausret vorgesehen waren.

## Königsmumien

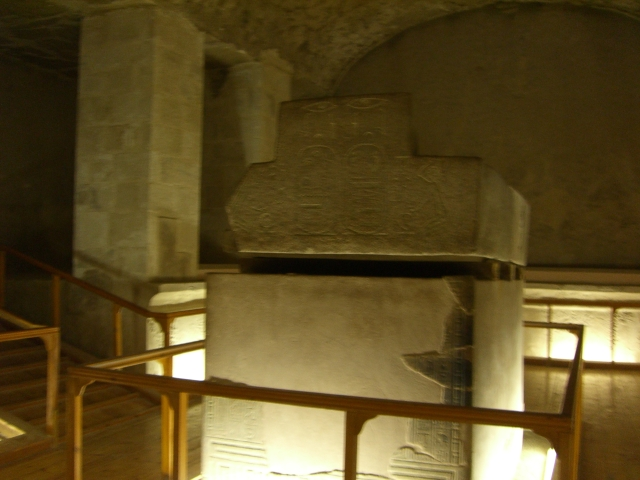
Sarkophag Sethnachts in dessen Grabkammer

Eine definitive Bestattung der Königin Tausret in KV14 konnte nicht nachgewiesen werden. Eine Annahme ist, ihre Mumie sei von Sethnacht aus dem Grab entfernt worden, als dieser Sethos II. in KV15 wieder bestatten ließ. Über den Verbleib ihrer Mumie lassen sich deshalb keine gesicherten Angaben machen. Ihr mumienförmiger Sarkophag aus Granit wurde jedoch in KV13 aufgefunden, der dort für Amenherkhepeshef wieder verwendet worden war.
Sethnachts Sarkophag wurde bereits in der Antike zerstört und weder seine Mumie noch Überreste seiner Grabausstattung wurden in KV14 gefunden. Der Sarkophagdeckel zeigt den Pharao in Mumiengestalt und weist Ähnlichkeiten mit dem König Siptahs auf. Allerdings scheint der Sargkasten selbst von einem früheren Benutzer übernommen worden zu sein, vermutlich von Sethos II. Der restaurierte Sarkophag steht in der Sargkammer J2.
In KV35 schließlich, dem sogenannten Mumiendepot im Grab Amenophis II., entdeckte Victor Loret 1898 insgesamt neun Königsmumien, darunter vermutlich auch jene von König Sethnacht. Die Zuschreibung der Mumie ist jedoch ungewiss. Des Weiteren fand sich ein zerschlagener, menschenförmiger (anthropomorpher) Sarg, der für Sethnacht beschriftet worden, aber von minderer Qualität war. Dennoch könnte er Teil seiner Grabausstattung gewesen sein.